# بهشت جهنمیان
بهشت جهنمیان (ژاپنی: 地獄楽 هپبورن: Jigokuraku) یک مجموعه مانگای ژاپنی است که توسط یوجی کاکو نوشته و مصورسازی شده است. از ژانویه ۲۰۱۸ تا ژانویه ۲۰۲۱ به صورت هفتگی به صورت رایگان در برنامه و وب‌سایت هفته‌نامه شونن جامپ منتشر شد و فصل‌های آن در ۱۳ جلد تانکوبون جمع‌آوری شد. داستان در دوره ادو ژاپن اتفاق می‌افتد و نینجا گابیمارو و جلاد یامادا آسائمون ساگیری را دنبال می‌کند که در جستجوی اکسیر جاودانگی هستند. یک مجموعه تلویزیونی انیمه نیز بر پایه نسخه مانگا و به کارگردانی کائوری ماکیتا توسط استودیوی ماپا دستمایه اقتباس قرار گرفت، که از آوریل تا ژوئیه ۲۰۲۳ به نمایش درآمد. ساخت فصل دوم نیز پس از اتمام پخش قسمت سیزدهم اعلام شد.

## داستان
داستان در دوره ادو از ژاپن فئودال اتفاق می‌افتد. گابیماروی توخالی، قوی‌ترین نینجای روستای ایواگاکوره در طی یک ماموریت قتل دستگیر و به اعدام محکوم می‌شود، با این حال گویا هیچ چیز توان کشتن او را ندارد. جلاد یامادا آسائمون ساگیری با این باور که عشق به همسرش ناخودآگاه او را زنده نگه می‌دارد، به او این فرصت را می‌دهد که اگر اکسیر جاودانگی را را در شینسِنکیو، قلمروی افسانه‌ای که اخیراً در جنوب غربی پادشاهی ریوکیو کشف شده است پیدا کند توسط شوگونات عفو شود. پس از از دست دادن پنج تیم اعزامی به جزیره، این بار شوگونات گروهی از محکومان به اعدام را می‌فرستد. به هر یک از محکومان یک جلاد یامادا آسائمون داده می‌شود که باید با او بازگردند تا عفو را دریافت کنند.